# Pinnotheridae
Pinnotheridae — семейство десятиногих раков из инфраотряда крабов (Brachyura). Морские и солоноватоводные животные. Известны в ископаемом виде. Это мелкие ракообразные, часто с очень широким карапаксом. Они живут как комменсалы внутри самых разных животных: в задней кишке морских ежей и голотурий, иногда в трубках полихет и в норах различных червей и раков, в мантийной полости некоторых двустворчатых моллюсков и иногда крупных видов брюхоногих моллюсков таких родов, как Strombus и Haliotis. Tunicotheres moseri является комменсалом оболочника. Самые ранние ископаемые останки, относимые к Pinnotheridae, датируются датским ярусом.

## Классификация
На июнь 2024 года в семейство включают следующие подсемейства и роды:
- - Alarconia Glassell, 1938
- Подсемейство Pinnixinae Števčić, 2005
  - Austinixa Heard & Manning, 1997
  - Glassella Campos & Wicksten, 1997
  - Indopinnixa Manning & Morton, 1987
  - Pinnixa White, 1846
  - Rathbunixa Palacios Theil & Felder, 2020
  - Sayixa Palacios Theil & Felder, 2020
  - Scleroplax Rathbun, 1894
  - Tubicolixa Palacios Theil & Felder, 2020
- Подсемейство Pinnixulalinae Palacios Theil, Cuesta & Felder, 2016
  - Pinnixulala Palacios Theil, Cuesta & Felder, 2016
- Подсемейство Pinnotherinae De Haan, 1833
  - Abyssotheres Manning & Galil, 2000
  - Afropinnotheres Manning, 1993
  - Alain Manning, 1998
  - Alainotheres Manning, 1993
  - Amusiotheres Ng & Ho, 2016
  - Arcotheres Manning, 1993
  - Austinotheres Campos, 2002
  - Austrotheres Ahyong, 2018
  - Bonita Campos, 2009
  - Buergeres Ng & Manning, 2003
  - Calyptraeotheres Campos, 1990
  - Clypeasterophilus Campos & Griffith, 1990
  - Discorsotheres Ahyong, 2018
  - Dissodactylus Smith, 1870
  - Durckheimia De Man, 1889
  - Enigmatheres Campos, 2009
  - Ernestotheres Manning, 1993
  - Fabia Dana, 1851
  - Gemmotheres Campos, 1996
  - Holotheres Ng & Manning, 2003
  - Holothuriophilus Nauck, 1880
  - Hospitotheres Manning, 1993
  - Juxtafabia Campos, 1993
  - Latatheres Ahyong, 2018
  - Limotheres Holthuis, 1975
  - Magnotheres Ng & Ahyong, 2022
  - Mesotheres Ng, Ahyong & Campos, 2019
  - Nannotheres Manning & Felder, 1996
  - Nepinnotheres Manning, 1993
  - Opisthopus Rathbun, 1894
  - Orthotheres Sakai, 1969
  - Ostracotheres H. Milne Edwards, 1853
  - Pinnaxodes Heller, 1865
  - Pinnotheres Bosc, 1801
  - Plenotheres Ng & Ahyong, 2022
  - Raytheres Campos, 2004
  - Serenotheres Ahyong & Ng, 2005
  - Sindheres Kazmi & Manning, 2003
  - Solenotheres Ng & Ngo, 2010
  - Tacitotheres Ng, Ahyong & Campos, 2019
  - Trichobezoares Ng, 2018
  - Tridacnatheres Ahyong & Ng, 2005
  - Tumidotheres Campos, 1989
  - Tunicotheres Campos, 1996
  - Viridotheres Manning, 1996
  - Visayeres Ahyong & Ng, 2007
  - Waldotheres Manning, 1993
  - Xanthasia White, 1846
  - Zaops Rathbun, 1900